# Alsea
Alsea - indijansko pleme porodica Yakonan nastanjeno u 19. stoljeću na istoimenoj rijeci i zaljevu u Oregonu. Ime Alsea došlo je od njihovog vlastitog imena Älsé, nepoznatog značenja. Pleme Chasta Costa nazivalo ih je Kûnis'tûnne a Indijanci Luckiamute Päifan amím i Tcha yá?o amim. Da je ovo pleme prakticiralo deformaciju lubanje saznajemo iz naziva kojim su ih nazivali Naltunnetunne, a to je Si ni'-te-le tunne u značenju 'flatheads'. Indijanci Nestucca zvali su ih Tehayesatlu.  Bilo ih je 6,000 (1780.), tako misli Mooney. U ranom 20. stoljeću preostalo ih je tek 29 (1910.), odnosno 9 (1930.).
Sela su im se nalazila na sjevernoj i južnoj obali Rijeke Alsea, to su: Chiink, Kakhtshanwaish, Kalbusht, Kauhuk, Kaukhwan, Khlimkwaish, Khlokhwaiyutslu, Kutauwa, Kwamk, Kwulisit, Kyamaisu, Panit, Shiuwauk, Skhakhwaiyutslu, Tachuwit, Thlekuhweyuk i Thlekushauk. Yachats (Yachat), nekadašnje selo Alsea Indijanaca uz oregonsku obalu.

## Vanjske poveznice
- Alsea  Arhivirana inačica izvorne stranice od 26. rujna 2007. (Wayback Machine)
- Alsea Indians  Arhivirana inačica izvorne stranice od 13. travnja 2010. (Wayback Machine)
- Alsea Bay and River History
- Alsea Creation Stories Linkovi
- Alsea Fishing Skills
- Alsea Indian Tribe History
- ALSEA INDIAN SUBAGENCY, OREGON
- Alsea Indian Women Dress